# شهر وحشی (فیلم ۱۹۷۰)
شهر وحشی ( انگلیسی: Violent City) (ایتالیایی: Città violenta) یک فیلم سینمایی ایتالیایی و فرانسوی محصول سال ۱۹۷۰ میلادی به کارگردانی سرجیو سولیما و با بازی چارلز برانسون، جیل ایرلند و تلی ساوالاس است. این فیلم در شهر نیواورلئان تنظیم و فیلمبرداری شده‌است، این فیلم یک دلهره‌آور جنایی شهری است که نقشه انتقام جنجالی قتل قراردادی را دارد.

## خلاصه داستان فیلم
یک قاتل حرفه ای که به سختی از اقدام برای قتلش می‌گریزد حالا می‌خواهد از زنی که باعث این کار شده و رئیس باند تبهکاری که دنبالش است انتقام بگیرد…